# Rhizophora
Rhizophora L., 1753 è un genere di piante della famiglia Rhizophoraceae.

## Tassonomia
Comprende le seguenti specie:
- Rhizophora × annamalayana Kathiresan
- Rhizophora apiculata Blume
- Rhizophora × harrisonii Leechm.
- Rhizophora × lamarckii Montrouz.
- Rhizophora mangle L. - specie tipo
- Rhizophora mucronata Lam.
- Rhizophora racemosa G.Mey.
- Rhizophora samoensis (Hochr.) Salv.
- Rhizophora × selala (Salvoza) Toml.
- Rhizophora stylosa Griffith
- Rhizophora × tomlinsonii N.C.Duke